# Dispositivo de bloqueo de arranque

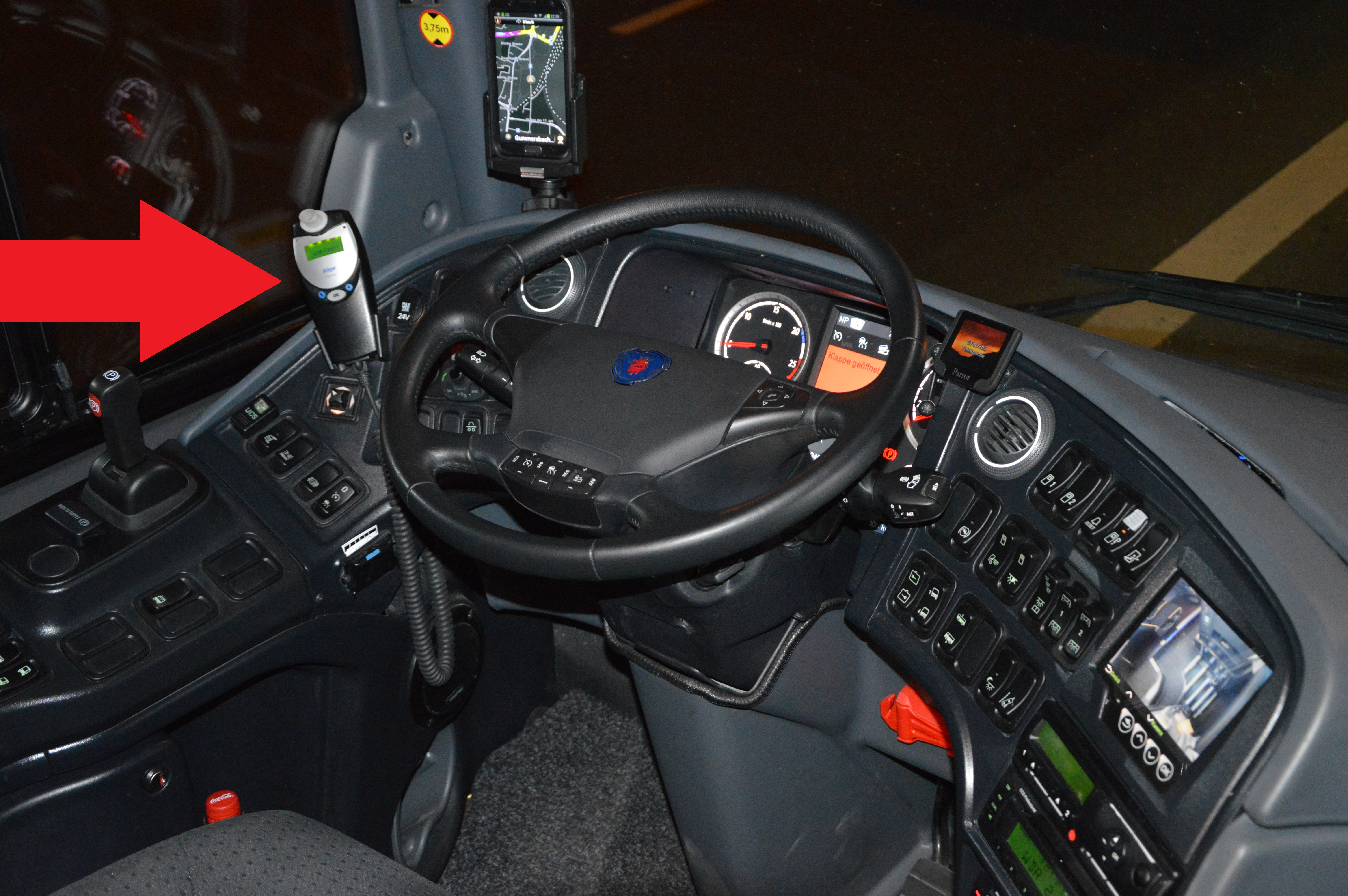
Dispositivo de bloqueo de arranque (flecha roja) en un autobús Scania de la línea alemana de larga distancia Postbus.

Un dispositivo de bloqueo de arranque (ignition interlock device, "IID"), dispositivo de bloqueo de arranque por alcohol (breath alcohol ignition interlock device, "BAIDD"), bloqueo del vehículo con alcoholímetro o alcolock, es un analizador de respiración para el vehículos cuyo principal objeto es prevenir que se pueda arrancar el vehículo si se superan los parámetres de alcoholemia prestablecidos según la legislación vigente de cada país.

## Funcionamiento
El dispositivo requiere que el conductor sople en una pieza bucal del  dispositivo, antes de que pueda arrancarlo. Si el resultado analizado de la concentración de alcohol en respiración es superior a  la concentración permitida de alcohol en sangre (la cual varía entre los distintos países), el dispositivo impide que el motor arranque. El dispositivo bloqueador se sitúa en el interior del vehículo, cerca del asiento del conductor, y está directamente conectado al motor  del sistema de inicio.
Un bloqueador de ignición interrumpe la señal de arranque al starter hasta que se proporcione una muestra de respiración válida, que coincida coincida con las directrices sobre máximo de alcohol máximo en el correspondiente estado. En este caso, el vehículo puede arrancar normalmente. A tiempos aleatorios después que de que el motor haya arrancado, el IID requerirá otra muestra de respiración, denominado re-test rodante. El propósito del retest rodante es  impedir que otra persona distinta al conductor proporcione una muestra de respiración (para lo que el sistema también puede solicitar  además la identificación por huella).  Si la muestra de respiración no se proporciona, o la muestra supera el nivel establecido por el bloqueo de arranque para el alcohol en sangre, el dispositivo  registra el hecho, advierte al conductor y, entonces, pondrá en marcha una alarma en base a los controles estatales (p. ej., enciende luces centelleantes, toques de bocina) hasta que se apague la ignición, o se proporcione una muestra de respiración limpia. Un error común es que los dispositivos de bloqueo sencillamente apaga el motor si se detecta alcohol; esto, aunque fuera así, crearía una situación de conducción insegura y expondría los fabricante de bloqueadores a la exigencia de responsabilidades considerables. El bloqueador de arranque no tienen una característica de apagado automático del motor.

## Usos y regulaciones
En España, el año 2017 se aprobó al contrato para adquirir alcolocks cuyo uso en vehículos privados sería el año 2022, tras esa fecha todos los vehículos de nueva frabricación tendrían la obligación de poseer la preinstalación del sistema alcolock.